# Palomonte
Palomonte (Pàlë o Palùmondë in dialetto locale) è un comune italiano di 3 762 abitanti della provincia di Salerno in Campania.

## Geografia fisica

### Territorio
Il paese è ubicato sul cocuzzolo roccioso posto fra la valle del Tanagro e il gruppo montuoso dei monti Marzano-Eremita. La sua particolare forma conica gli rende una caratteristica distintiva abbastanza rara. La zona settentrionale del territorio comunale, caratterizzata da una piccola pianura, fino all'Ottocento presentava il Lago di Palo (430 m s.l.m. e un perimetro di 8 km), poi prosciugato.
- Classificazione sismica: zona 2 (sismicità medio-alta), Ordinanza PCM. 3274 del 20/03/2003

### Clima
La stazione meteorologica più vicina è quella di Contursi Terme. In base alla media trentennale di riferimento 1961-1990, la temperatura media del mese più freddo, gennaio, si attesta a +6,9 °C; quella del mese più caldo, luglio, è di +24,5 °C
| CONTURSI TERME     | Mesi | Mesi | Mesi | Mesi | Mesi | Mesi | Mesi | Mesi | Mesi | Mesi | Mesi | Mesi | Stagioni | Stagioni | Stagioni | Stagioni | Anno |
| CONTURSI TERME     | Gen  | Feb  | Mar  | Apr  | Mag  | Giu  | Lug  | Ago  | Set  | Ott  | Nov  | Dic  | Inv      | Pri      | Est      | Aut      | Anno |
| ------------------ | ---- | ---- | ---- | ---- | ---- | ---- | ---- | ---- | ---- | ---- | ---- | ---- | -------- | -------- | -------- | -------- | ---- |
| T. max. media (°C) | 9,9  | 10,6 | 13,9 | 17,6 | 22,0 | 26,4 | 29,8 | 30,0 | 26,1 | 20,8 | 14,2 | 13,2 | 11,2     | 17,8     | 28,7     | 20,4     | 19,5 |
| T. min. media (°C) | 3,9  | 4,4  | 6,2  | 9,1  | 12,5 | 16,6 | 19,2 | 18,9 | 16,1 | 12,3 | 7,8  | 6,1  | 4,8      | 9,3      | 18,2     | 12,1     | 11,1 |

- Classificazione climatica: zona D, 1983 GG

## Storia
Il periodo preistorico ha visto in località Sperlonga l'esistenza di un insediamento umano, i cui culti religiosi sono ravvisabili nei graffiti e vasche rimaste nelle grotte abitate, la stessa zona, nei millenni successivi, ha visto l'influenza della cultura bizantina, con i monaci basiliani che lì hanno fondato il santuario dedicato all'Assunta. Il comune vive le sorti degli altri centri meridionali e diventa meta di conquiste di popoli stranieri (longobardi, svevi, angioini, spagnoli) che apportano alla cultura palomontese importanti tratti (l'influenza spagnola è ravvisabile nella "Descrittione di Palo" del monaco Frà Giovan Battista da Palo).
Durante il regno di Napoli e il regno delle Due Sicilie, denominato Palo, fu un casale amministrato dal comune di Contursi ed appartenente al distretto di Campagna. Con l'annessione della provincia di Principato Citra al regno di Sardegna, il nome venne mutato a seguito del Regio Decreto n. 935 del 1862, in Palomonte.

## Monumenti e luoghi d'interesse

### Architetture religiose
- Santuario di Santa Maria di Sperlonga, situato nella campagna di Palomonte al confine con i comuni di Contursi e Sicignano. Edificato nel X secolo, al suo interno,nell'abside sono presenti affreschi databili intorno all'XI secolo raffiguranti S.Cosma, S.Saba e i resti dell'Ascensione della Madonna. Nella parte superiore è raffigurata la "Madonna Odigitria", venerata a Costantinopoli ed in particolar modo dai monaci nel Sud dell'Italia. Questa scoperta testimonia la presenza nella zona d'insediamenti di monaci cenobiti d'origine greca che risalivano la penisola per sfuggire alle persecuzioni dei saraceni. Al lato dell'abside c'è la venerata statua della Madonna di Sperlonga che, secondo la tradizione, fu ritrovata in una grotta vicina alla chiesa dopo un'apparizione.
- Chiesa Madre di Santa Croce, è la chiesa principale di Palomonte. Essa sorge in cima al colle, nel mezzo del centro storico del paese, sulle mura di un precedente edificio sacro, distrutto durante un grave sisma alla fine del XVII secolo. In seguito a tale evento la chiesa fu completamente rasa al suolo e venne persa anche l’intera documentazione in essa conservata. Agli inizi del XVIII secolo venne quindi costruita la nuova chiesa: i più antichi documenti custoditi in archivio sono infatti datati 1725. Questa chiesa è affiancata da una possente torre campanaria.
- Chiesa Paleocristiana, ridotta a rudere, è risalente al V - VII sec., presenta colonne intarsiate con mitici animali alla base.
- Chiesa di Santa Maria delle Grazie, situata in loc. Fontana, risale al 1700 ed è stata rimaneggiata più volte, l'ultima volta dopo il sisma del 1980.
- Chiesa dei Santi Cosma e Damiano, sorge nel cuore del centro storico e in origine era una Cappella gentilizia eretta nel XVII sec. dalla famiglia Quaranta originaria di Salerno. Al suo interno possiamo trovare una statua della Madonna con Bambino e due affreschi laterali dei Santi Cosma e Damiano e una iscrizione che rimanda alla fondazione della chiesa con un sottostante affresco delle anime purganti..
- Chiesa Parrocchiale della Madonna di Pompei, situata nella loc. Bivio. La struttura attuale risale al 2013.

### Architetture civili
- Castello di Palomonte, antica fortificazione longobarda sita nel punto più alto del paese, completamente distrutta dal sisma del 1980. Oggi sono visibili solamente poche mura.
- Palazzo Municipale - Ex Convento dei Cappuccini, costruito tra il 1582 e il 1602 dotato di un chiostro e due cappelle, intitolate a Santa Maria degli Angeli e a S.Giuseppe. L'edificio attualmente ospita il municipio.
- Complesso architettonico "Palazzo Parisi".

## Società

### Evoluzione demografica
Abitanti censiti

### Etnie e minoranze straniere
Al 31 dicembre 2019 a Palomonte risultano residenti 146 cittadini stranieri. Le nazionalità più rappresentate sono:
1. Romania, 55
2. Marocco, 37
3. Bulgaria, 16

### Religione
La maggioranza della popolazione è di religione cristiana di rito cattolico; il comune appartiene alla forania di Contursi Terme nell'arcidiocesi di Salerno-Campagna-Acerno ed è suddivisa in due parrocchie:
- Madonna di Pompei
- S. Croce

Fra le altre chiese cristiane è presente una comunità cristiana ortodossa, vista la presenza di abitanti provenienti da paesi come la Romania, la Russia e l'Ucraina.
Fra gli altri culti sono presenti i Testimoni di Geova e i musulmani.

### Istituzioni, enti e associazioni
- Piano di Zona S10

## Cultura

### Media

#### Radio
- Radio MPA, emittente storica della provincia di Salerno fondata nel 1977 e ancora in onda. È la radio ufficiale della Salernitana.[10][11]

## Geografia antropica

### Frazioni
In base al 14º Censimento Generale della Popolazione e delle Abitazioni, le località abitate sono:
- Bivio: 487 abitanti 294 m s.l.m., situata all'intersezione della SP 10 con la SP 36.
- Perrazze: 263 abitanti 397 m s.l.m., situata lungo la SP 268.
- Fontana: 50 abitanti 325 m s.l.m..
- Pezzelle: 25 abitanti 485 m s.l.m..
- Scorzo: 17 abitanti 451 m s.l.m..
- Sottana-Pantaglione 71 abitanti 310 m s.l.m., situata lungo la SP 36.
- Valle: 219 abitanti 433 m s.l.m., situata ai piedi della rupe ove sorge Palomonte, lungo la SP 36.

## Economia
L'economia si basa essenzialmente sul commercio, che vede la presenza di innumerevoli attività in ogni settore merceologico; in agricoltura predomina la coltivazione dell'ulivo, ricadendo il comune nell'area della D.O.P. Colline salernitane. Diffuso è l'allevamento di vacche da latte e maiali; notevole anche lo sviluppo dell'artigianato, con attività di falegnameria e di lavorazione del ferro; l'industria è presente nel nucleo nato dopo il terremoto, che nonostante la vicinanza alle autostrade 'Salerno - Reggio Calabria' e 'Potenza - Taranto' non ha purtroppo avuto lo sviluppo sperato.

## Infrastrutture e trasporti

### Strade
- Strada Provinciale 10/a Contursi (compreso il raccordo con la SS 91)-Bivio Palomonte-Innesto SP 37 (Bivio Buccino);
- Strada Provinciale 36/b Innesto ex SS 407-Bivio di Palomonte-Valle di Palomonte-Innesto SP 268;
- Strada Provinciale 205 Innesto SP36 (Valle)-Palomonte;
- Strada Provinciale 268/a Ponte Oliveto-Lago di Palomonte (loc. Pianelle);
- Strada Provinciale 270 San Leonardo-Lago di Palomonte;
- Strada Provinciale 305 SP 10-Madonna delle Grazie-Monte Pruno per Palomonte-Innesto SP268;
- Strada Provinciale 386 Valle-Pezzelle-Temponi.

### Mobilità urbana
I trasporti interurbani di Palomonte vengono svolti con autoservizi di linea gestiti da AIR Campania, SITA e Buonotourist.

## Amministrazione

### Sindaci
| Periodo        | Periodo        | Primo cittadino  | Partito                                          | Carica                    | Note |
| -------------- | -------------- | ---------------- | ------------------------------------------------ | ------------------------- | ---- |
| 23 aprile 1995 | 13 giugno 1999 | Angelo Caporale  | lista civica                                     | Sindaco                   |      |
| 13 giugno 1999 | 5 ottobre 1999 | Sergio Parisi    | lista civica                                     | Sindaco                   |      |
| 5 ottobre 1999 | 16 aprile 2000 | Gerarda Panza    | lista civica                                     | Vicesindaco f.f.          |      |
| 16 aprile 2000 | 4 gennaio 2002 | Sergio Parisi    | lista civica                                     | Sindaco                   |      |
| 4 gennaio 2002 | 26 maggio 2002 | Pietro Donniacuo | -                                                | commissario straordinario |      |
| 27 maggio 2002 | 27 maggio 2007 | Sergio Parisi    | lista civica                                     | Sindaco                   |      |
| 28 maggio 2007 | 6 maggio 2012  | Pietro Caporale  | lista civica                                     | Sindaco                   |      |
| 7 maggio 2012  | 11 giugno 2017 | Pietro Caporale  | lista civica Un Raggio di Sole nel Nostro Futuro | Sindaco                   |      |
| 11 giugno 2017 | 12 giugno 2022 | Mariano Casciano | lista civica L'Albero                            | Sindaco                   |      |
| 13 giugno 2022 | in carica      | Felice Cupo      | lista civica Sindaco                             | Sindaco                   |      |

### Altre informazioni amministrative
Il comune fa parte della Comunità montana Tanagro - Alto e Medio Sele.
Le competenze in materia di difesa del suolo sono delegate dalla Campania all'Autorità di bacino interregionale del fiume Sele.

## Sport

### Calcio
La squadra di calcio locale è l'A.S.D. Real Palomonte che disputa il campionato di Promozione 2022/2023.

### Impianti sportivi
- Campo di calcio San Biagio[14].